# Choreutis entechna
Choreutis entechna là một loài bướm đêm thuộc họ Choreutidae. Loài này có ở Nam Phi.